# Acesso sequencial

Acesso sequencial comparado ao acesso aleatório.

Em ciência da computação, acesso sequencial significa que um grupo de elementos (por exemplo, dados num array de memória ou num arquivo em disco ou em fita) é acessado numa sequência predeterminada, ordenada. O acesso sequencial é por vezes a única forma de acessar os dados, por exemplo, se eles estão numa fita magnética. Também pode ser o método de acesso de escolhido, por exemplo, se simplesmente desejamos processar uma sequência de elementos numa determinada ordem.
Em estrutura de dados, de uma dada estrutura é dito ter acesso sequencial se os valores que ela contém só puderem ser vistos numa ordem particular. O exemplo canônico é a lista ligada. A indexação numa lista que possua acesso sequencial exige tempo O(k), onde k é o índice. Como resultado, muitos algoritmos tais como quicksort e pesquisa binária degeneram em maus algoritmos que possuem ainda menos eficácia que suas toscas alternativas; estes algoritmos são impraticáveis sem acesso aleatório. Por outro lado, alguns algoritmos, tipicamente aqueles que não realizam indexação, exigem somente acesso sequencial, tais como merge sort, e assim não sofrem nenhuma penalidade.